# Курунегала
Курунегала (англ. Kurunegala, синг. කුරුණෑගල, там. குருனகல) — місто в Шрі-Ланці, адміністративний центр Північно-Західної провінції та округу Курунегала.

## Географія та клімат
Місто знаходиться приблизно за 94 км від Коломбо і за 42 км від Канді, на висоті 116 м над рівнем моря. Розташоване на рівнині, північна частина Курунегала злегка вище південної. Клімат характеризується як екваторіальний, середній річний рівень опадів становить 2095 мм.

## Населення
За даними на 2001 року населення міста становило 30 315 осіб. 73,66% складають сингали; 15,71% — ланкійські маври; 7,84% — шріланкійські таміли; 1,23% — малайці. Найбільш поширена релігія — буддизм.
Динаміка чисельності населення:
| 1946  | 1953  | 1963  | 1971  | 1981  | 2001  | 2011  |
| ----- | ----- | ----- | ----- | ----- | ----- | ----- |
| 13372 | 17505 | 21179 | 24357 | 26198 | 28401 | 30315 |

## Транспорт
Є гарне автодорожнє та залізничне сполучення з більшістю великих міст країни.

## Галерея

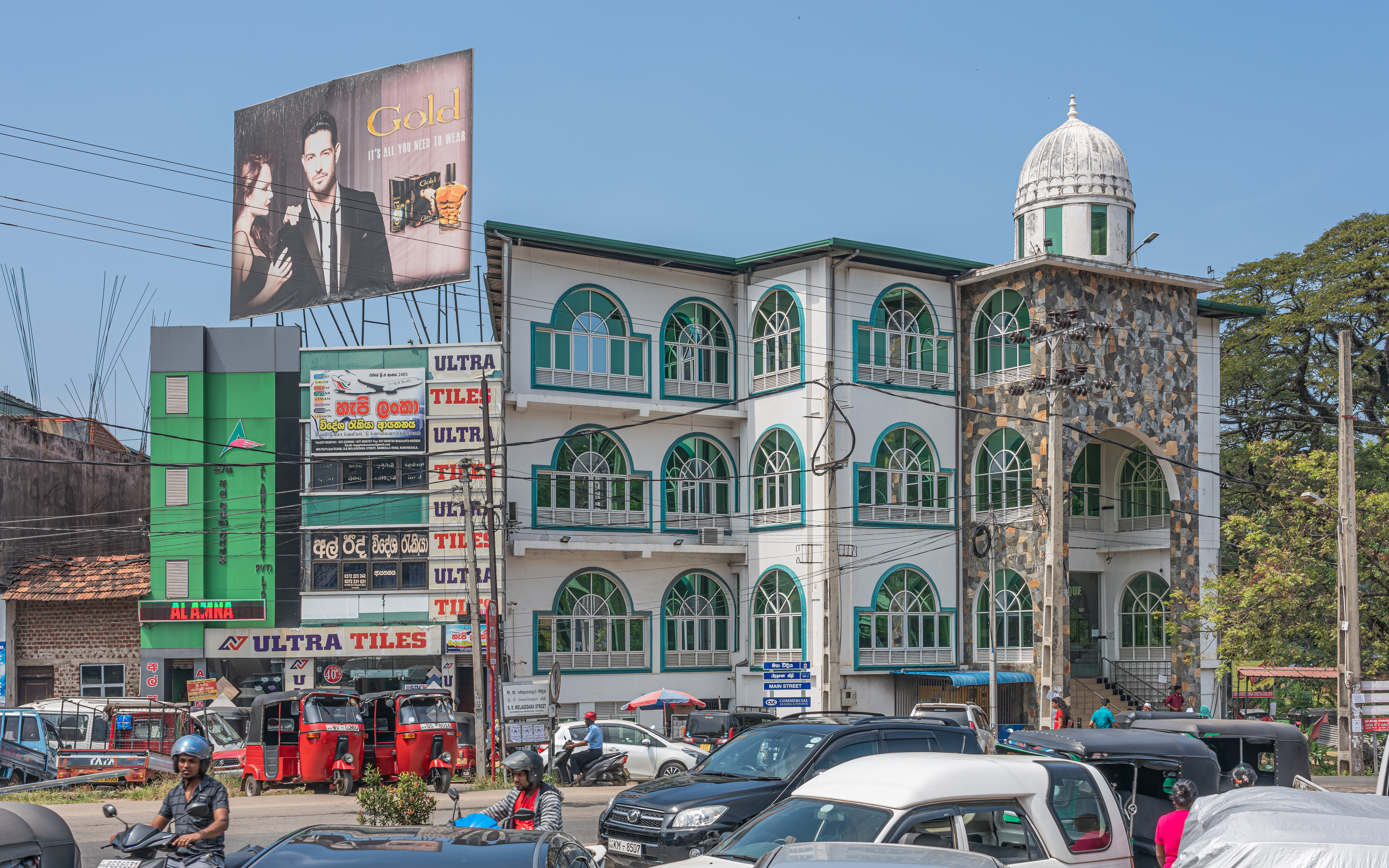
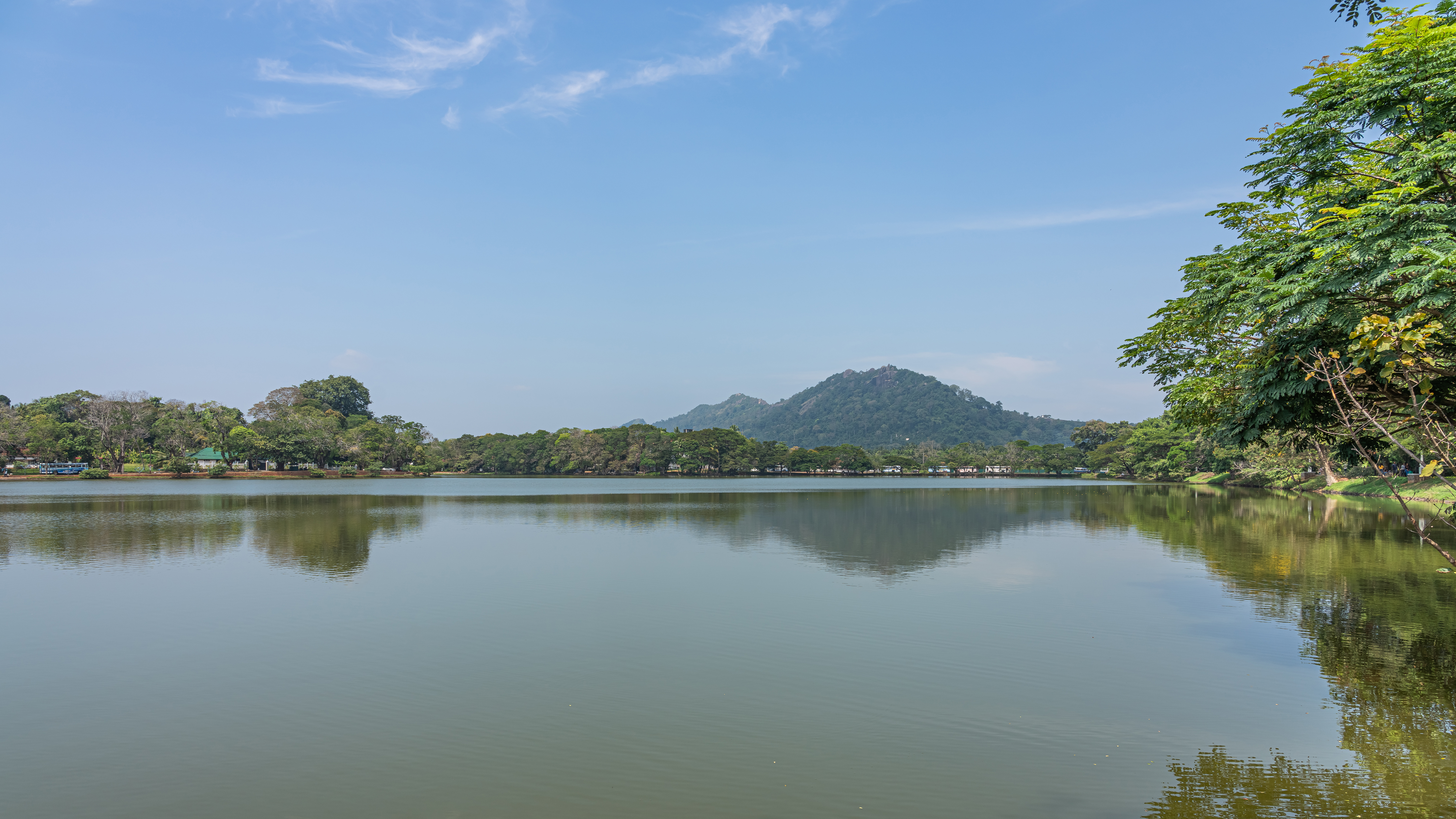
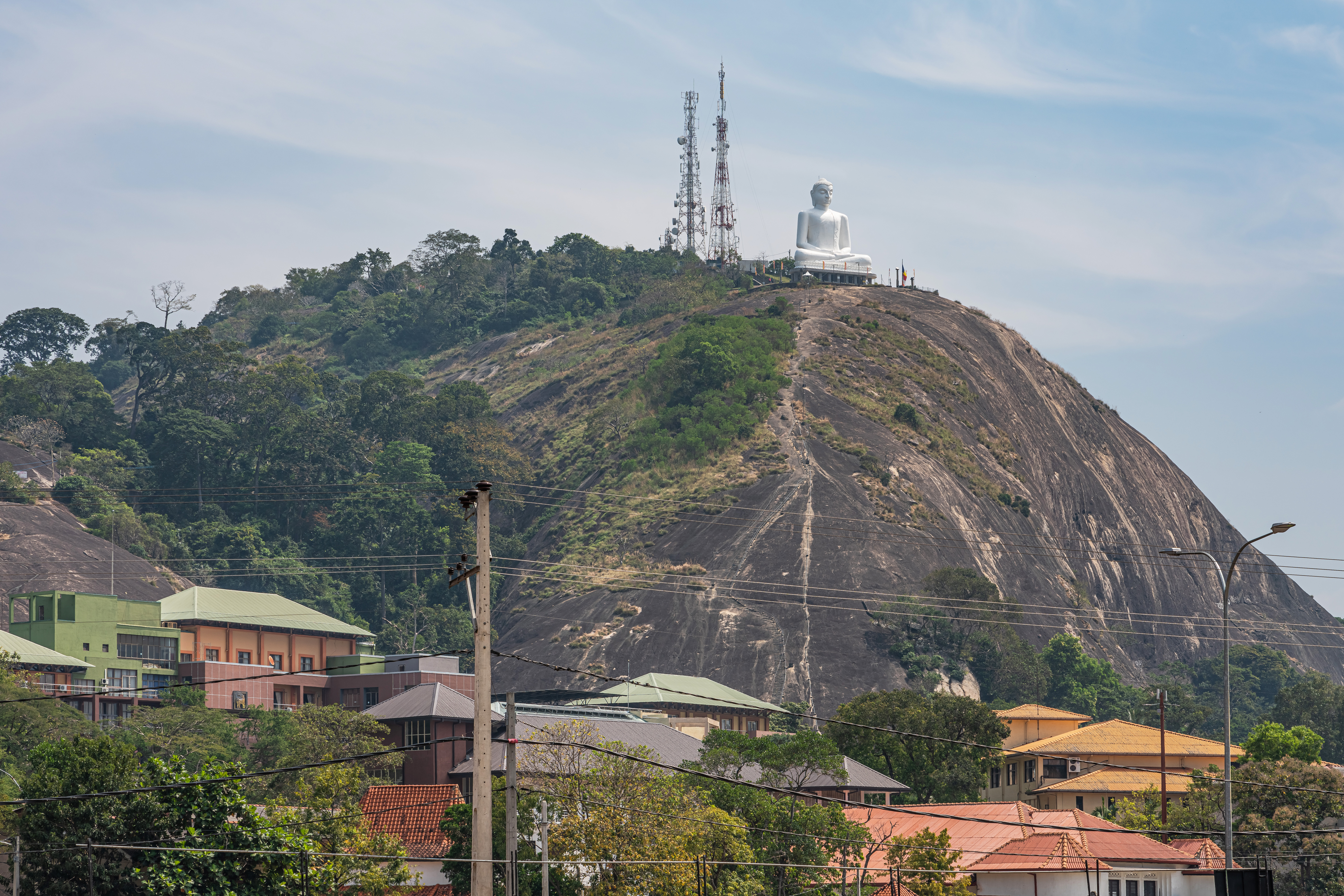